# マリー・ド・シャティヨン (1323-1363)
マリー・ド・シャティヨン（フランス語：Marie de Châtillon, 1323年 - 1363年）は、ロレーヌ公ラウルの妃。

## 生涯
マリーはブロワ伯ギー1世とマルグリット・ド・ヴァロワの娘である。母マルグリットはフランス王フィリップ6世の妹にあたる。
夫の死後、フランス王ジャン2世はマルグリットの幼少の息子ジャン1世にロレーヌ公領の支配を認める特免状を与え、マルグリットはヴュルテンベルク伯エーバーハルト2世（ジャン1世の舅となる）とともに、1346年から1361年まで息子の摂政をつとめた。